# Асказансорская ископаемая фауна
Асказансорская ископаемая фауна — позднеолигоцен-раннемиоценовое местонахождение в Казахстане, расположено в юго-западной части пустыни Бетпак-Дала близ солончака Асказансор. Открыта в 1929 году геологом Д. И. Яковлевым. Раскопки проводила комплексная экспедиция Среднеазиатского университета под руководством В. А. Селевина, сотрудники Палеонтологического института АН СССР (1936) и Института зоологии АН Казахской ССР (1956—1958 и 1981). В результате этих раскопок обнаружены ископаемые остатки древних животных, обитавших в начале неогенового периода (около 20 млн лет до наших дней); халикотериев, непарнокопытных, парнокопытных, пресноводной черепахи и других.